# Raúl Aceves
Raúl Aceves (Guadalajara, 9 de diciembre de 1951) es un ensayista y poeta mexicano.

## Biografía
Nacido en Guadalajara, Jalisco, estudió psicología en el Instituto Tecnológico y de Estudios Superiores de Occidente (ITESO).
Ha publicados libros de poemas (en donde explora los símbolos y la naturaleza), aforismos, minificciones, cuentos, traducciones, diccionarios; y ha sido incluido en numerosas antologías. Sus ensayos son acercamientos críticos a obras literarias como la presencia indígena en la poesía mexicana, chamanismo y etnopoética. Entre sus publicaciones más destacadas se encuentra: Cielo de las cosas devueltas (1982), Aforismos y desaforismos (1999), La mirada del camaleón (2002), Más allá del más acá (2008), La lotería del milagro (2014) y Poesía y chamanismo (2017).
Ha colaborado para diversas publicaciones, entre ellas, El Diario, El Informador, El Jalisciense, El Occidental, Esfera, Exilio, Éxodo, Incluso, Péñola, Paréntesis, Tierra Adentro y Tinta.
Se desempeña como docente e investigador en el Departamento de Estudios Literarios de la Universidad de Guadalajara (UDG).

### Premios y reconocimientos
En 1995 obtuvo el Premio Juegos Florales Amado Nervo en Tepic, Nayarit. Fue galardonado con el Premio Jalisco 2020, por su trayectoria ejemplar en el ámbito literario.

## Publicaciones seleccionadas

### Aforismos
- Aceves, Raúl (1999). Aforismos y desaforismos. Guadalajara, Jalisco: Amaroma. ISBN 9789685965248.

### Antologías
- Aceves, Raúl; Arellano, Jesús; Bellinghausen, Hermann; Boccanera, Jorge; Bonifaz Nuño, Rubén; Boullosa, Carmen; Bracho, Coral; Calderón Hernández, Mario; Cárdenas, Víctor Manuel; Carreto, Héctor; Casar, Eduardo; Castañón, Adolfo; Cohen, Eduardo; D'Aquino, Alfonso; Delmar, Fernando; Fernández, Ángel José; González Rojo Arthur, Enrique; Gutiérrez, Alfonso René; Langagne, Eduardo; López, Juan Guillermo; López Colomé, Pura; Martínez, Herminio; Quirarte, Vicente; Ruvalcaba, Eusebio; Sampedro, José de Jesús; Segovia, Rafael; Swansey, Bruce; Torres Sánchez, Rafael; Trejo Villafuerte, Arturo; Ulacia, Manuel; Uribe, Marcelo; Urtaza, Federico; Xirau Icaza, Joaquín (1980). Asamblea de poetas jóvenes de México. México, D. F.: Siglo XXI Editores (La Creación Literaria). ISBN 9789632310121.

### Cuentos
- Aceves, Raúl (2008). Más allá del más acá. Guadalajara, Jalisco: La Zonámbula.

### Ensayos
- Aceves, Raúl (1992). Presencia indígena en la poesía mexicana contemporánea y otros ensayos. México: Universidad de Guadalajara.
- Aceves, Raúl (2017). Poesía y chamanismo: ensayos de etnopoética. Guadalajara, Jalisco: La Zonámbula. ISBN 9786078475247.

### Poesía
- Aceves, Raúl (1982). Cielo de las cosas devueltas. Guadalajara, Jalisco: Cuaderno Breve.
- Aceves, Raúl (2002). La mirada del camaleón: antología personal (1. edición). Guadalajara, Jal: Ed. Arlequín. ISBN 9687463279.
- Aceves, Raúl (2014). La lotería del milagro. Guadalajara, Jalisco: Libros Invisibles (Cantar de las semillas). ISBN 9786079644345.